# 道观音站
道观音站是达成铁路上的一座铁路车站，位于四川省成都市金堂县淮口街道长江村。车站隶属于成都铁路局遂宁车务段，为五等站。车站是达成铁路后期扩能改造时增建的会让站，仅作列车会让使用，不办理客货运业务。车站上下行区间均为单线，区间及站内均已电气化。

## 车站设施
车站位于炮台山隧道西出口外方，龙泉山麓沱江边，地势险要。车站有部分区段位于桥上。
车站站场呈南北走向，略偏西南—东北走向，设有股道2条（其中正线1股，侧线1股），站台1座，站房位于线右，未配备客货运设施。

## 图集

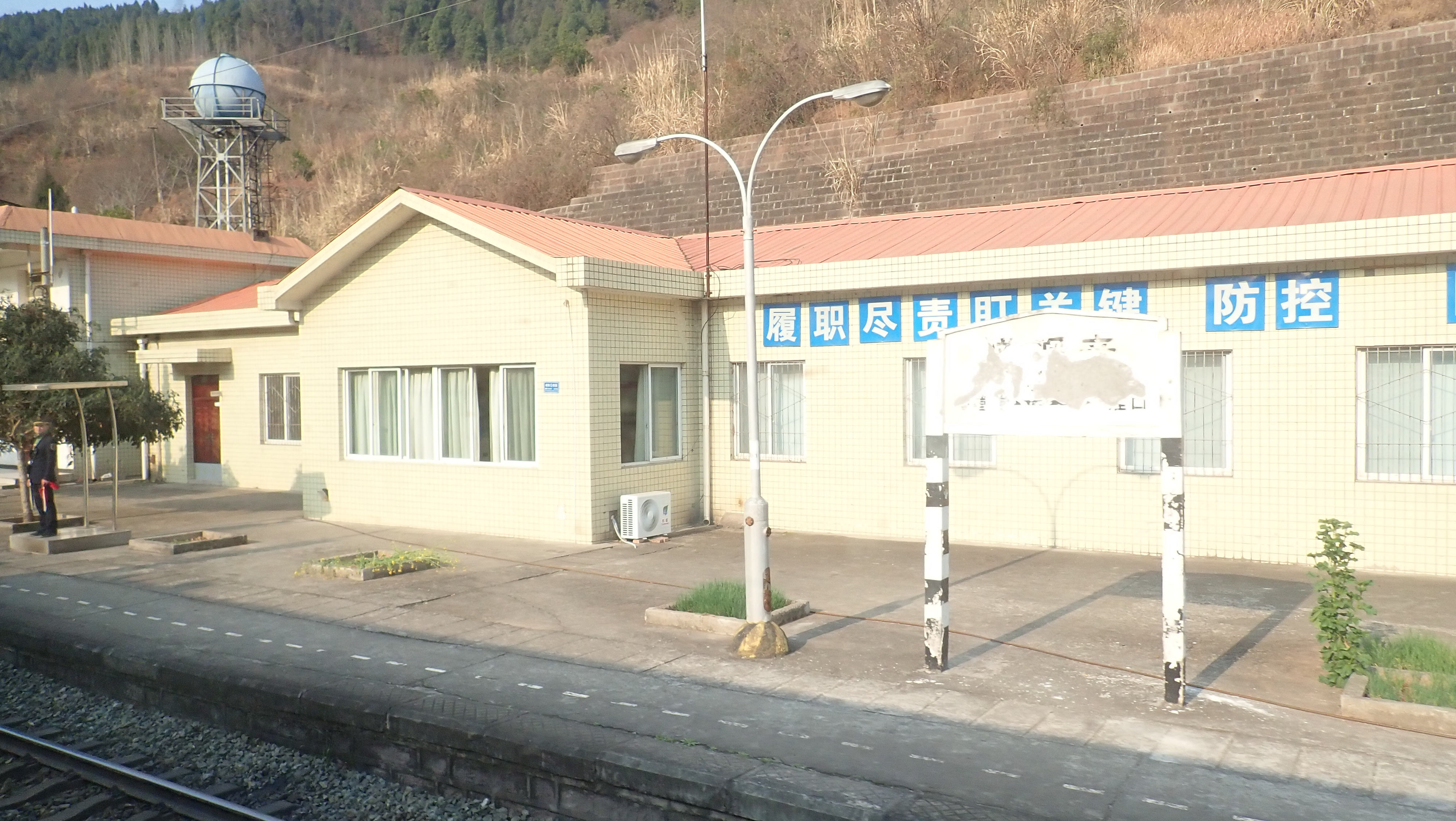
2018年，站房
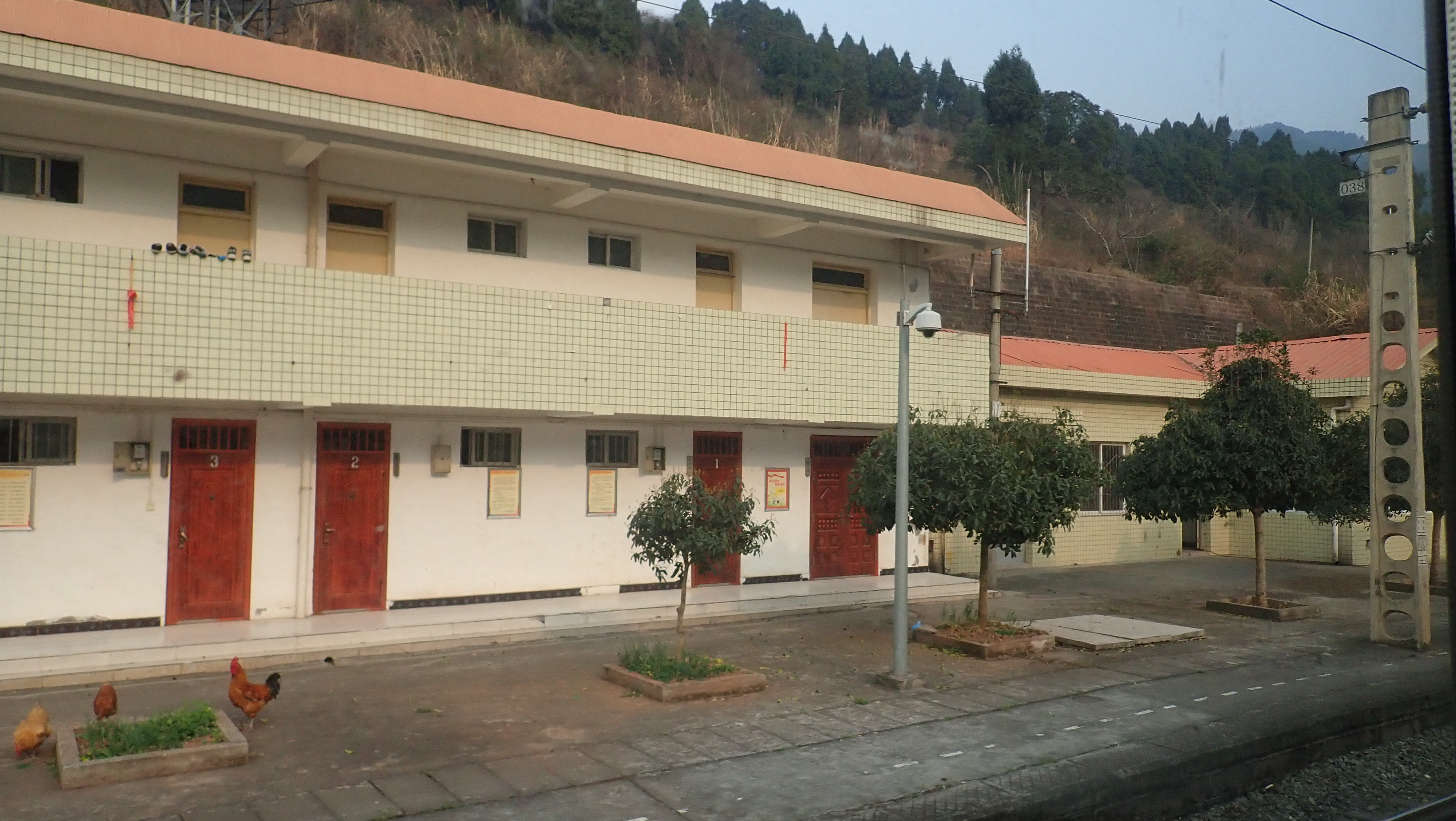
2018年，车站工区
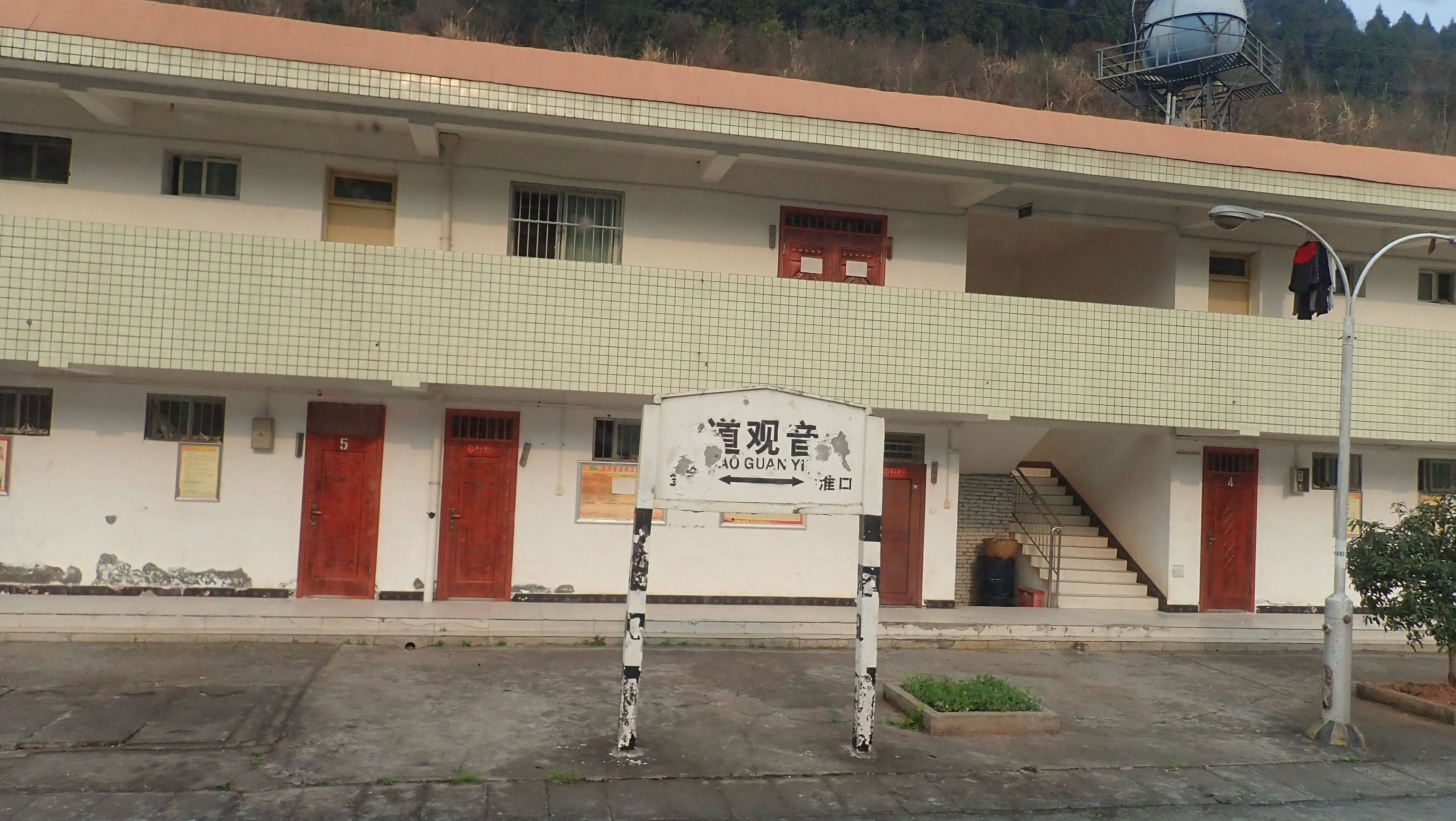
2019年，站牌